# Аяла, Пруденсия
Пруденсия Аяла (исп. Prudencia Ayala; 28 апреля 1885, Сонсакате, Сальвадор — 11 июля 1936, Сан-Сальвадор, Сальвадор) — сальвадорская журналистка, поэтесса, экстрасенс и общественная деятельница, активная защитница прав женщин в Сальвадоре.

## Биография

### Ранние годы
Родилась в городке Сонсакате в Сальвадоре 28 апреля 1885 года. Происходила из семьи коренных жителей Сальвадора, индейцев Аурелии Айялы и Висенте Чиефа. В возрасте десяти лет, вместе с родителями, переехала в город Санта-Ана, где поступила в начальную школу профессора Марии Луисы Кристофине. Из-за отсутствия средств у семьи ей пришлось прервать обучение и заняться самообразованием.
Освоила профессию швеи. Имела экстрасенсорные способности, «загадочные голоса» предсказывали через неё будущее. Благодаря этим способностям получила признание и известность среди коренных жителей Сальвадора. Однако у других жителей страны её признание вызвало обратную реакцию.
Предсказания Пруденсии Аялы публиковались в газетах Санта-Аны, где её называли «Сантаанской сибиллой». В 1914 году она предсказала падение кайзера Германии и вступление США в Первую мировую войну.

### Журналистика
С 1913 года её статьи стали появляться в «Диарио де Оссиденте», газете, издававшейся в западном регионе Сальвадора. В статьях Пруденсия Аяла выступала сторонницей антиимпериализма, феминизма и центральноамериканского синдикализма, выражала несогласие с вторжением США в Никарагуа. В это время в различных периодических изданиях были опубликованы несколько её стихов.
В 1919 году была заключена в тюрьму за критику мэра сальвадорского городка в одной из своих колонок. Несколько месяцев провела в заключении в Гватемале, по обвинению в сотрудничестве с организаторами переворота. В 1921 году опубликовала книгу «Эссибле. Приключения во время поездки в Гватемалу», в которой подробно описала последние месяцы правления диктатора Мануэля Эстрады-Кабреры. Также были изданы её книги «Бессмертная, безумная любовь» (1925) и «Дымящее пятнышко» (1928). В конце 1920-х годов основала и руководила изданием газеты «Женское искупление», со страниц которой активно выступала в защиту гражданских прав женщин Сальвадора.

### Политическая борьба
В 1930 году выдвинула свою кандидатуру на пост президента республики, хотя по сальвадорским законам женщины не могли участвовать в голосовании. Её программа включала: государственную поддержку профсоюзов, честность и прозрачность в государственном управлении, ограничение распределения и потребления спиртных напитков, уважение к свободе вероисповедания и признание внебрачных детей. Одним из сторонников Пруденсии Аялы был философ, педагог, писатель и депутат Альберто Масферрер. Однако Верховный суд отклонил её кандидатуру, но развернувшиеся по этому поводу дебаты в 1939 году привели к утверждению права женщин участвовать в голосовании. В 1950 году это право было закреплено в Конституции, с одобрения президента Оскара Осорио.
Умерла 11 июля 1936 года в Сан-Сальвадоре. Нет свидетельств о её участии в крестьянском восстании 1932 года, но есть мнение, что она сотрудничала с повстанцами. В центре Сан-Сальвадор, рядом с кафедральным собором, ей установлена мемориальная плита. В марте 2009 года, по случаю Международного женского дня, в честь Пруденсии Аялы была поставлена пьеса «Во времена колдовства Пруденсии».